# Bethany Hamilton
Bethany Hamilton (přechýleně Hamiltonová; * 8. února 1990) je americká surfařka. Známá je hlavně tím, že přežila útok tygřího žraloka, při kterém přišla o celou levou paži.
Stalo se to, když se svými kamarády 31. října 2003 šla surfovat na pobřeží Havaje. Ležela na svém prkně a čekala na další vlnu. Své ruce měla ponořené v čisté modré vodě, když v tom se objevil žralok tygří a kousl ji do levé paže. Za chvíli odplaval, ale s sebou si vzal její paži i kus prkna. Vše se seběhlo tak rychle, že nestačila ani zakřičet.
Měla velké štěstí, že žralok zaútočil jen jednou. Snažila se okamžitě doplavat na břeh. Její kamarádi si nejprve mysleli, že si dělá legraci, ale když si všimli krve, spěchali jí na pomoc.

## Kariéra
Narodila se do rodiny surfařů 8. února 1990 na havajském ostrově Kauai. Bethany začala se surfováním v mladém věku. V osmi letech vstoupila do své první surfařské soutěže, Rell ne. Menehune akce na Oahu, kde vyhrála obě soutěže – krátké a dlouhé prkno divize.
Ve třinácti letech, 31. října 2003, byla Bethany napadena pětimetrovým žralokem tygřím při surfování z Kauai na North Shore. Při útoku přišla o levou paži. Poté, co ztratila přes 60 % krve, a podstoupila několik operací, byla bez komplikací na cestě k zotavení. Měla neuvěřitelně pozitivní postoj. Záchranáři a lékaři se domnívali, že její rozum a víra v Boha jí pomohli dostat se přes traumatizující zážitek.
Přesně jeden měsíc po útoku se Bethany vrátila k vodě, aby pokračovala v prosazování svého cíle stát se profesionálním surfařem. V lednu roku 2004 se umístila na 5. místě. Ohromující je, že i přes svůj handicap stále vystupuje a vyniká v soutěžích. V roce 2005 získala 1. místo v divizi Explorer žen – vyhrála první národní titul.
V roce 2007 realizovala svůj sen a stala se profesionální surfařkou. Bethany se od té doby účastnila řady soutěží. V roce 2009 se umístila na 2. místě v ASP Mistrovství světa juniorů.

## Popularita
Vzhledem k tomu, že přišla o ruku, se Bethanin příběh vysílal ve stovkách médií a byla mnohokrát oceněna. Stále veřejně vystupuje a má závazky v televizích a rádiích. V říjnu 2004 se podělila o svůj životní příběh v autobiografii s názvem Soul Surfer. O sedm let později byl natočen stejnojmenný film, který byl v kinech promítán v dubnu. Bethany byla také inspirací pro dokumentární film Becky Baumgartenerové Heart of Soul Surfer, jenž byl natočen v roce 2007. Mimoto se její životní příběh stal námětem několika knih.

## Charitativní činnost
Bethany se podařilo dotknout velkého počtu lidí, kteří s ní zastávají charitativní úsilí. Bethany uvedla na trh svou vlastní nadaci, Friends of Bethany, která podporuje ty, co prožili traumatickou amputaci. Podílí se na mnoha dalších dobročinných akcích. Je velkou inspirací pro lidi s podobným osudem.